# ردود الأفعال الدولية على الحرب الأهلية السورية
تباينت ردود الفعل الدولية تجاه الحرب الأهلية السورية وتجاه نظام بشار الأسد. عن الموقف الأمريكي، دعا رئيسها باراك أوباما نظيره بشار الأسد من أجل «أن يقود التحول في بلده أو يتنحى جانبا». وفرضت الولايات المتحدة والاتحاد الأوروبي عقوبات على مسئولين سوريين شملت بشار الأسد.
فيما رفضت كل من الصين وروسيا التدخل في شئون سوريا الداخلية وأعربا عن قلقهما من المساعي لإدانة سوريا في مجلس الأمن.
وقد تلقى بشار الأسد دعما من دول مثل إيران وفنزويلا وتنظيم حزب الله لما اعتبروه مؤامرة غربية لزعزعة حكومة تؤيد المقاومة. وقد نفى كل من إيران وحزب الله اتهامات غربية عن المشاركة في قمع الاحتجاجات.
تطور الموقف التركي التي سعت في 6 أبريل لتقديم يد العون «لضمان رخاء الشعب السوري وتعزيز أمنه واستقراره»، ثم شددت من لهجتها في 10 يونيو إذ وصف رئيس وزرائها رجب طيب أردوغان ما يجري في سوريا بأنه «فظائع»، وأتهم النظام السوري بعدم التصرف بشكل إنساني حيال المحتجين المناهضين له. من جانها قالت منظمة مراقبة حقوق الإنسان (أو هيومان رايتس ووتش) إن النظام السوري قام بسلسلة انتهاكات «ممنهجة» ضد المحتجين المناوئين ما يضعها في خانة الجرائم ضد الإنسانية، وأن على الأمم المتحدة تحميل الحكومة السورية المسؤولية.

## منظمات دولية
- الأمم المتحدة - دعا الأمين العام للأمم المتحدة بان كي مون إلى «فتح تحقيق شفاف حول هذه المجازر ومحاسبة المسؤولين عنها»، مجددا «نداءه إلى السلطات السورية بأن تحجم عن استخدام العنف وتلتزم بتعهداتها الدولية حول حقوق الإنسان، بما فيها حق التجمع السلمي».[2]
- منظمة المؤتمر الإسلامي - أعربت الأمانة العامة لمنظمة المؤتمر الإسلامي عن عميق قلقها لتفاقم العنف في سوريا. وجددت دعوتها لقوات الأمن لضبط النفس والامتناع عن استهداف المدنيين الأبرياء، كما أكدت على ضرورة تغليب المصلحة العليا للبلاد واستقرارها من خلال الحوار والإصلاحات.[3]
- الاتحاد الأوروبي - شدد الاتحاد الأوروبي العقوبات ضد سوريا، التي شملت الرئيس بشار الأسد، «من أجل ممارسة ضغوط على دمشق لإنهاء العنف الذي تمارسه قوات الأمن السورية ضد المحتجين».[4]
- جامعة الدول العربية - كشف الأمين العام عمرو موسى عن انقسام في موقف الدول العربية حيال الاحتجاجات مصرحًا في 14 يونيو «إن آراء الدول العربية مختلفة مع أنها في حالة قلق كبير ومتابعة نشطة وغضب إزاء الأزمة القائمة في سوريا»، مشددا على وجوب عدم ترك الأمور في سوريا بهذا الوضع.[5]

## دول

### عربيا

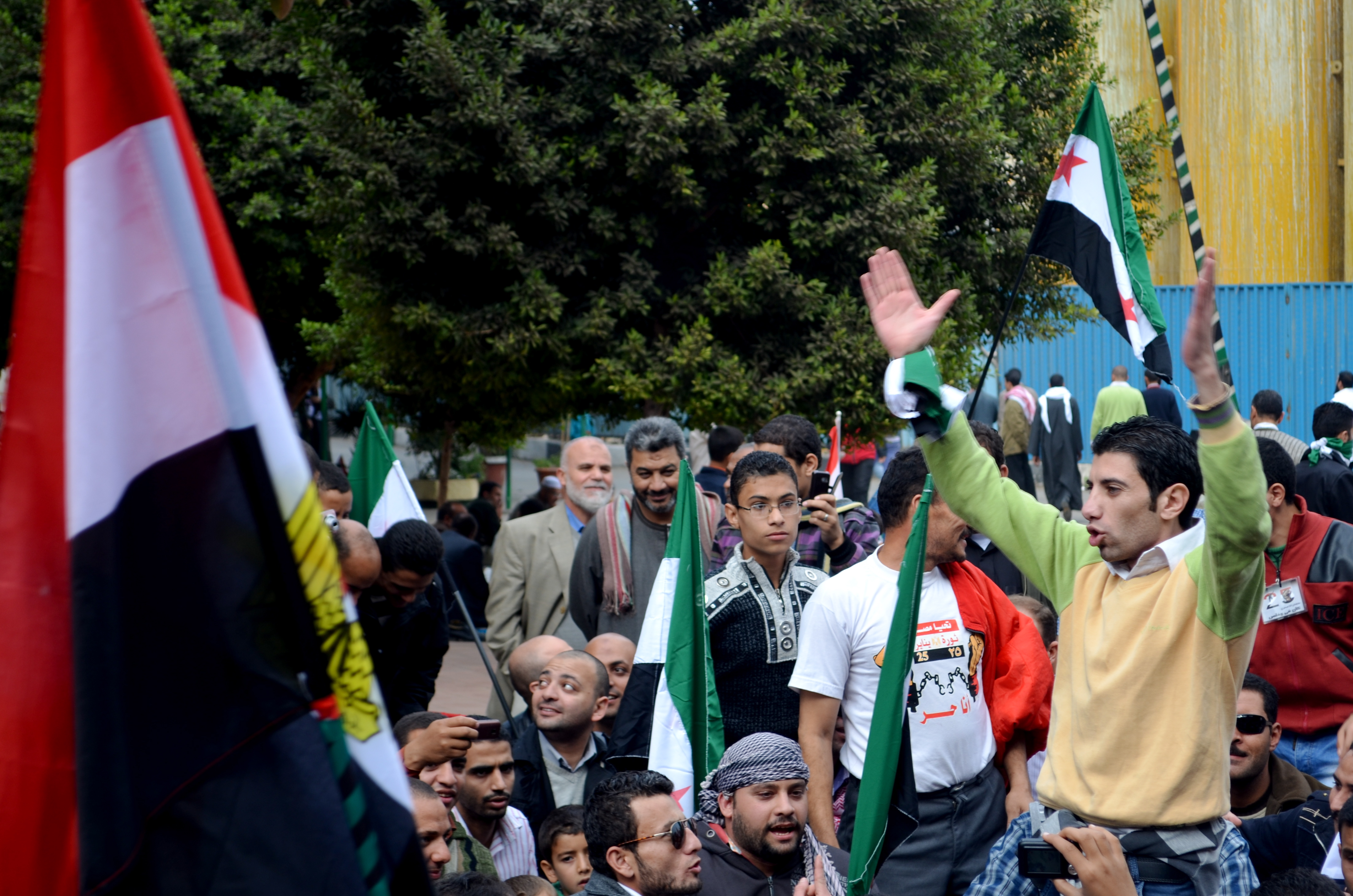
علم الثورة السورية يرفعه في القاهرة متظاهرون أثناء جمعة المطلب الواحد سنة 2011م

- الأردن - على المستوى الشعبي، ظهر انقسام واضح في الشارع الأردني تجاه الثورة السورية، تجلى في المظاهرات المعارضة والمؤيدة امام السفارة السورية بعمّان. أما الحكومة الأردنية، فقد أعلنت على عدم نيتها سحب سفيرها من دمشق، معربة في الوقت ذاته عن قلقها إزاء ما يجري في سوريا، ودعمها للسوريين النازحين للأردن. من جهته، دعا العاهل الأردني عبد الله الثاني في أول رد فعل رسمي من حاكم عربي على الأحداث في سوريا، نظيره السوري للتنحي في مقابلة تلفزيونية على قناة البي بي سي.[6][7] في تموز 2012 أقام الأردن أول مخيم للاجئين السوريين وهو مخيم الزعتري بالقرب من مدينة المفرق الشمالية القريبة من الحدود السورية، ويضم ما نسبته 10% من السوريين في الأردن، الذين فاق عددهم 200,000 سوري في سبتمبر 2012.[8][9][10]
- تونس - قال الرئيس التونسي المنصف المرزوقي إن «الثورة السورية تطيّفت وتسلحت وتشرذمت»، إلا أنه شدد على سلمية الثورة السورية وتوحيد صفوفها، حتى إسقاط النظام. يشار إلى أن تونس استقبلت عدد كبير من المعارضين السوريين، كما استضافت مؤتمر أصدقاء سوريا. في يوم 4 فبراير 2012 قامت رئاسة الجمهورية التونسية وحكومة حمادي الجبالي (2011) بتقديم بيان لطرد سفير سوريا في تونس وقد قامت جموع من التونسيين بالذهاب إلى سفارة سوريا في تونس واقتحامها والتظاهر أمامها وقد أمهلت تونس البعثة الدبلوماسية 10 أيام للرجوع إلى سوريا وقد آستدعت تونس بعثتها الدبلوماسية أيضاً من سوريا على خلفية أحداث مجزرة الخالدية.و قد قطعت تونس جميع علاقاتها مع سوريا وسحبت اعترافها من النظام الحالي.[11]
- الجزائر - امتدح وزير الخارجية الجزائري مراد مدلسي موقف الحكومة السورية من الأزمة مؤكدا أنها اتخذت خطوات لنزع فتيلها كسحب الأسلحة الثقيلة من المدن.[12]
- السعودية - طالب العاهل السعودي عبد الله بن عبد العزيز النظام السوري بالتوقف عن إراقة الدماء في سوريا، واستدعى السفير السعودي من دمشق. كما لعب السعودية دورا في استصدار قرار غير ملزم من الأمم المتحدة صوت عليه الأعضاء في أغسطس 2012 يدين النظام السوري في قمعه للمطالب الشعبية.[13] كما استدعت المملكة العربية السعودية سفيرها في دمشق.. للتشاور حول الأحداث الجارية في سورية.. وطالب العاهل السعودي الملك عبد الله بن عبد العزيز القيادة السورية بوقف آلة القتل واراقة الدماء.[14][15]
- السودان - منذ اندلاع الأحداث السورية تبدل الموقف السوداني من رؤية ما يحدث «مؤامرة دولية»، إلى داعم لحق الشعب في التغيير. إلا أن الحكومة السودانية تؤكد حرصها على الوضع السوري، وعدم نيتها تقديم دعم عسكري للمعارضة على غرار ما فعلته في ليبيا.[16]
- العراق - قال رئيس الوزراء العراقي نوري المالكي إن سوريا دولة محورية في المنطقة، وأن الحكومة العراقية لا تؤيد تغيير النظام في سوريا، لأن المجهول سيؤثر على أمن العراق والمنطقة. من جهة أخرى، أبدى العراق استعداده في الوساطة بين النظام والمعارضة السورية.[17]
- فلسطين - أعلنت القيادة الفلسطينية في رام الله، أن الشأن السوري هو شأن داخلي، ولن يتدخل الفلسطينيون لأي جهة فيه. أما بالنسبة لحركة حماس، فقد نفى رئيس المكتب السياسي فيها خالد مشعل مغادرة الحركة من دمشق.[18]
- قطر - تحول الموقف القطري بشكل كبير في الأزمة السورية من حليف للنظام إلى متذبذب، حتى وصلت الأمور إلى مطالبة الحكومة القطرية بإسقاط النظام وادخال الأسلحة إلى سوريا وإنشاء مناطق عازلة وممرات إنسانية للاجئين السوريين.[19]
- لبنان - رفضت لبنان في 26 أبريل صدور أي بيان عن مجلس الأمن حول أحداث سوريا، إلا أن هناك تيارين في البلاد سياسيا وشعبيا، أحدهم إلى جانب النظام، والآخر ضده. وهذا يفسر حياد لبنان عن الصراع في سوريا.[20]
- ليبيا - أعلن المجلس الانتقالي الليبي في أكتوبر 2011، عن إعترافه بالمجلس الوطني السوري كممثل شرعي للشعب السوري، حيث كانت ليبيا أول دولة في العالم تعترف به، بسبب علاقة النظام السوري بالنظام الليبي السابق، ودعمه له أثناء ثورة 17 فبراير.[21]
- مصر - على المستوى الرسمي، قامت الحكومة المصرية باستدعاء السفير المصري من دمشق يوم الأحد الموافق19 شباط (فبراير) 2012 كما اصدر مجلس الشعب المصري (البرلمان المصري)قرار بقطع العلاقات مع نظيره السوري كما طالب الحكومة بدعم اللأجئين السوريين في دول جوار سوريا وأيضا السوريين الموجودين بمصر. أما على المستوى الشعبي، فشهدت القاهرة على عدة مظاهرات دعما للثورة السورية، كما حدث في ميدان التحرير، وشهدت مساجد مصر صلاة فجر مليونيه في فجر الجمعة الموافق 16 اذار مارس 2012 لدعم الثورة السورية.[22][23]

### عالميا
- أمريكا - استبعدت وزيرة الخارجية هيلاري كلينتون تدخل بلادها عسكريا في سوريا على غرار تدخلها في ليبيا بسبب «أن هناك فرقا بين استخدام الطائرات وإطلاق النار عمدا وتدمير المدن داخل الوطن الواحد، وبين استخدام الشرطة للقوة المفرطة بصورة تتجاوز توقعاتنا جميعا».[24] فيما صرح الرئيس الأمريكي باراك أوباما -في خطاب مخصص للثورات العربية، ألقاه بمقر الخارجية في 20 مايو- إن «على الرئيس بشار الأسد أن يقود التحول في بلده أو يتنحى جانبا» كما شدد على ضرورة توقف قوات الأمن السورية عن إطلاق النار والاعتقالات العشوائية «وإلا فإن النظام السوري سوف يواجه تحديا داخليا وعزلة دولية». وأضاف «الشعب السوري أعرب عن شجاعته أمام حملة القمع في البلاد».[25] فرض الرئيس الأمريكي باراك أوباما عقوبات قاسية بحق بشار الأسد وستة مسؤولين سوريين آخرين بجانب مسؤولين إيرانيين رفيعي المستوى، تعمل وحدة تابعة لهما على «توفير الدعم المادي» للمخابرات السورية.[26]
- إسرائيل - أحتج وزير الخارجية الإسرائيلي أفيغدور ليبرمان على عدم تدخل المجتمع الدولي في سوريا قائلا “لا يمكن تبرير القمع الممارس ضد المظاهرات في سورية واليمن وليبيا وفي أي مكان آخر، ورغم ذلك فإن هذا لا يثير تساؤلات حول سبب تدخل المجتمع الدولي في ليبيا ولكنه لا يتدخل في سورية وإيران”.[27] ثم طالب ليبرمان الرئيس السوري بالاستقالة من منصبه بأسرع ما يمكن مشيرا إلى أن ما يحدث هناك من انتهاكات لحقوق الإنسان أمر غير مقبول على الإطلاق.[28]
- إيران - قال المتحدث باسم وزارة الخارجية رامين مهمان برست في 12 أبريل إن المظاهرات المناهضة للحكومة في سوريا تجيء في إطار مؤامرة غربية لزعزعة حكومة تؤيد المقاومة.[29] وحذرت إيران من أي تدخل عسكري خارجي في سوريا معتبرة التطورات في سوريا هي قضية داخلية.[28] وقد نفى مسؤولون إيرانيون (كما فعلت سوريا) الاتهامات التي وجهتها الولايات المتحدة وبريطانيا عن وجود «معلومات مؤكدة على أن إيران تساعد سوريا في قمع الاحتجاجات، من بينها قطع الاتصالات». وقد قال مسؤولون أمريكيون إن المساعدة الإيرانية لسوريا تتضمن معدات لتفريق المتظاهرين ومعدات ونصائح فنية لمراقبة البريد الإلكتروني وحجبه، وكذلك الهواتف الخلوية والرسائل النصية والإنترنت.[30][31]
- بريطانيا - قالت وزارة الخارجية البريطانية في 26 أبريل إنها تعمل مع الأمم المتحدة والاتحاد الأوروبي لتوجيه «رسالة قوية» إلى نظام الرئيس بشار الأسد من أجل وقف القمع الدامي للمتظاهرين.[20]
- تركيا - قال وزير الخارجية أحمد داود أوغلو خلال اجتماعه مع بشار الأسد بدمشق في 6 أبريل إن تركيا مستعدة لتقديم يد العون «لضمان رخاء الشعب السوري وتعزيز أمنه واستقراره».[32] قال رئيس الوزراء رجب طيب أردوغان في 8 يونيو إن تركيا «لن تغلق الباب» في وجه اللاجئين الفارين من الاضطرابات في سوريا.[33] ثم شددت تركيا من لهجتها في 10 يونيو إذ وصف أردوغان ما يجري في سوريا بأنه «فظائع»، وأتهم النظام السوري بعدم التصرف بشكل إنساني حيال المحتجين المناهضين له، وأكد أنه في حال استمرت ممارسات نظام بشار الأسد فإن تركيا ستجد صعوبة في الدفاع عن سوريا في المحافل الدولية.[34] وفي مساء يوم الأحد 19 يونيو صرَّحَ مستشار الرئيس التركي عبد الله غول بأن أمام بشار الأسد أقل من أسبوع للمُباشرة بالإصلاحات التي يَعد بها قبل خسارة الحصانة أمام التدُّخل الخارجي،[35] بينما أفادت صحيفة تركيَّة كبرى بأنه من المُحتمل دخول الجيش التركي إلى سوريا وإقامة منطقة عازلة هناك في حال تفاقمت الأزمة وتفجَّرت أعداد اللاجئين النازحين إلى تركيا.[36]
- روسيا - دعا الرئيس الروسي ديمتري ميدفيديف في 28 مايو 2011 نظيره السوري بشار الأسد إلى «الانتقال من الأقوال إلى الأفعال» نحو عملية الإصلاح.[37] ولكن أعربت روسيا على لسان وزير خارجيتها سيرغي لافروف رفضها إحالة سوريا لمجلس الأمن ردا على الشروع في طرح قرار بإدانة النظام السوري رسميا «بسبب الهجمات المميتة على المعارضة والمتظاهرين».[38]
- سويسرا - فرضت الحكومة السويسرية عقوبات على بشار الأسد وعدد من مسؤوليه الكبار شملت إضافتهم لقائمة الممنوعين من دخول أراضيها وتجميد الأصول المالية.[39]
- الصين - قالت جيانغ يو المتحدثة باسم الخارجية الصينية في 12 مايو أن «سوريا دولة مهمة في الشرق الأوسط. نأمل أن تستطيع أن تظل مستقرة وأن يتمكن كل الأطراف من حل كل الخلافات من خلال الحوار السياسي وتجنب إراقة الدماء» وأضافت «نعتقد أيضا أن العالم الخارجي يجب ألا يتدخل في الشؤون الداخلية لسوريا لتفادي إضافة عوامل معقدة. نأمل أن يلعب المجتمع الدولي دورا بناء في تحقيق السلام والاستقرار في الشرق الأوسط.»[40]
- فرنسا - قال رئيس الوزراء ساركوزي إن الوضع في سوريا «غير مقبول». وكانت وزارة الخارجية الفرنسية أكدت في 26 أبريل رغبتها في أن تتخذ الأمم المتحدة والاتحاد الأوروبي «إجراءات قوية» لوقف «استخدام العنف ضد السكان» مضيفة «المسؤولين عن هذه الجرائم يجب أن يحاسبوا على أفعالهم».[20]
- فنزويلا - أعرب الرئيس الفنزويلي هوغو شافيز عن دعمه لنظيره السوري بشار الأسد ومنتقدا «الجنون الإمبريالي» للمجتمع الدولي الذي يسعى للهجوم على سوريا بذريعة الدفاع عن شعبها.[41]

## منظمات محلية وأفراد
- مراقبة حقوق الإنسان - قالت منظمة مراقبة حقوق الإنسان (أو هيومان رايتس ووتش) في تقرير لها من 57 صفحة صدر في 5 يونيو تحت عنوان «لم نر أبداً مثل هذا الأمر المروع: جرائم ضد الإنسانية في درعا» إن النظام السوري قام بسلسلة انتهاكات «ممنهجة» ضد المحتجين المناوئين ما يضعها في خانة الجرائم ضد الإنسانية، وأن على الأمم المتحدة تحميل الحكومة السورية المسؤولية. كما قالت مديرة فرع المنظمة بالشرق الأوسط «منذ أكثر من شهرين ونصف، وقوات الأمن السورية تمارس القتل والتعذيب ضد أبناء شعبها وهم يتمتعون بحصانة كاملة وبمنأى عن أي عقوبات.»[42]
- حزب الله - دافع الأمين العام لـحزب الله اللبناني، حسن نصر الله بشدة عن النظام السوري ورأى أن إسقاط النظام «المقاوم والممانع» في سوريا مصلحة أميركية وإسرائيلية، كما نفى ما أوردته بعض وسائل الإعلام عن وجود قوات تابعة لحزب الله في ليبيا وسوريا.[43]
- حركة حماس - أكدت حركة المقاومة الإسلامية حماس «وقوفها إلى جانب سوريا قيادة وشعبا»، لافتة إلى «أن سوريا بقيادتها وشعبها وقفت مع مقاومة الشعب الفلسطيني وحقوقه المشروعة، واحتضنت قوى المقاومة الفلسطينية وصمدت أمام كل الضغوط من أجل التمسك بدعم نهج الممانعة والمقاومة في المنطقة».[19]
- يوسف القرضاوي - أعرب الداعية المصري في 26 مارس عن دعمه للتحركات الاحتجاجية وانتقد بشدة ما وصفه اعتداء على «حرمة بيوت الله» في إشارة لهجوم القوات السورية على المسجد العمري في درعا، كما أضاف قائلا «الرئيس الأسد يعامله الشعب على أنه سني، وهو مثقف وشاب ويمكنه أن يعمل الكثير، ولكن مشكلته أنه أسير حاشيته وطائفته».[44]